# Haría
Haría – gmina w Hiszpanii, w prowincji Las Palmas, we wspólnocie autonomicznej Wysp Kanaryjskich, o powierzchni 106,59 km². W 2011 roku gmina liczyła 5190 mieszkańców.

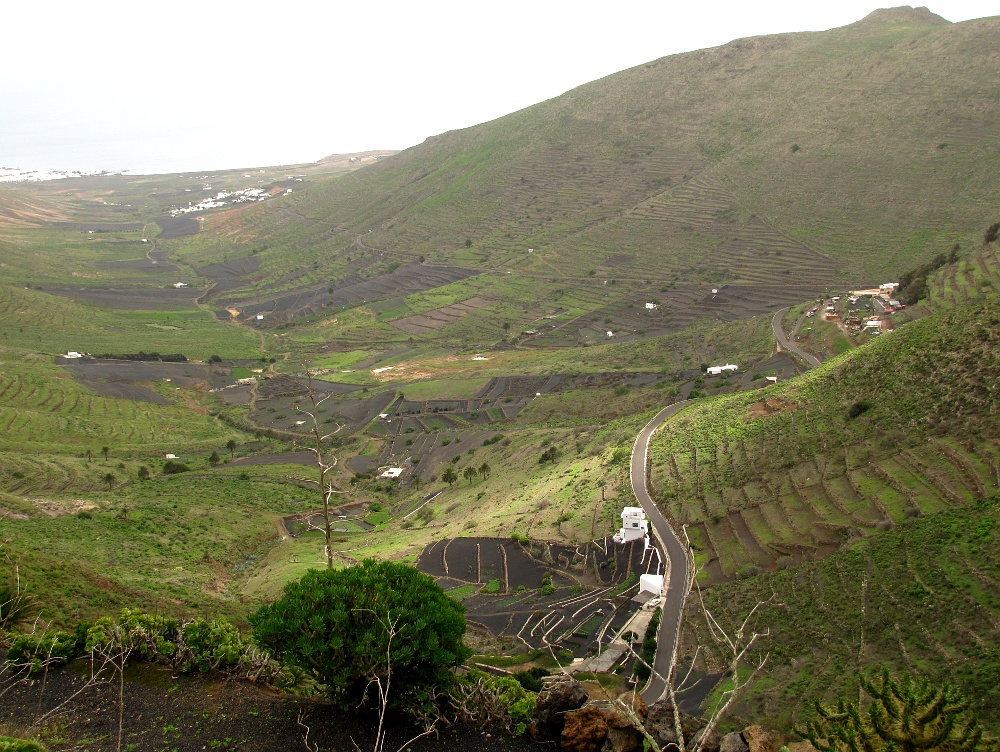
Haria - widok z Mirador de Haria

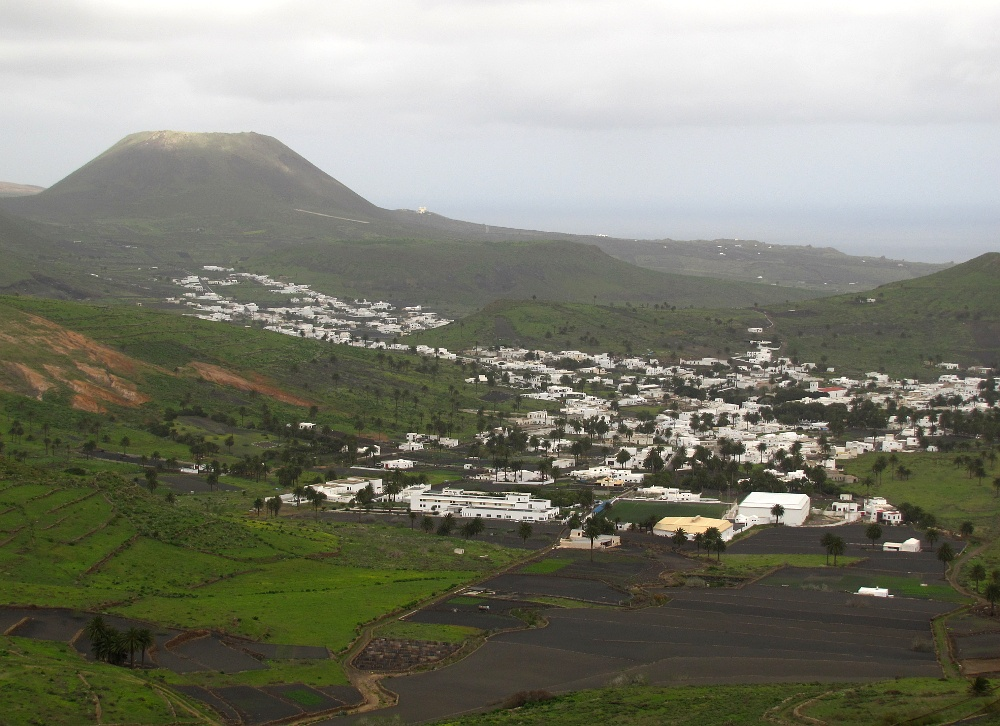
Haria - widok z Mirador de Haria

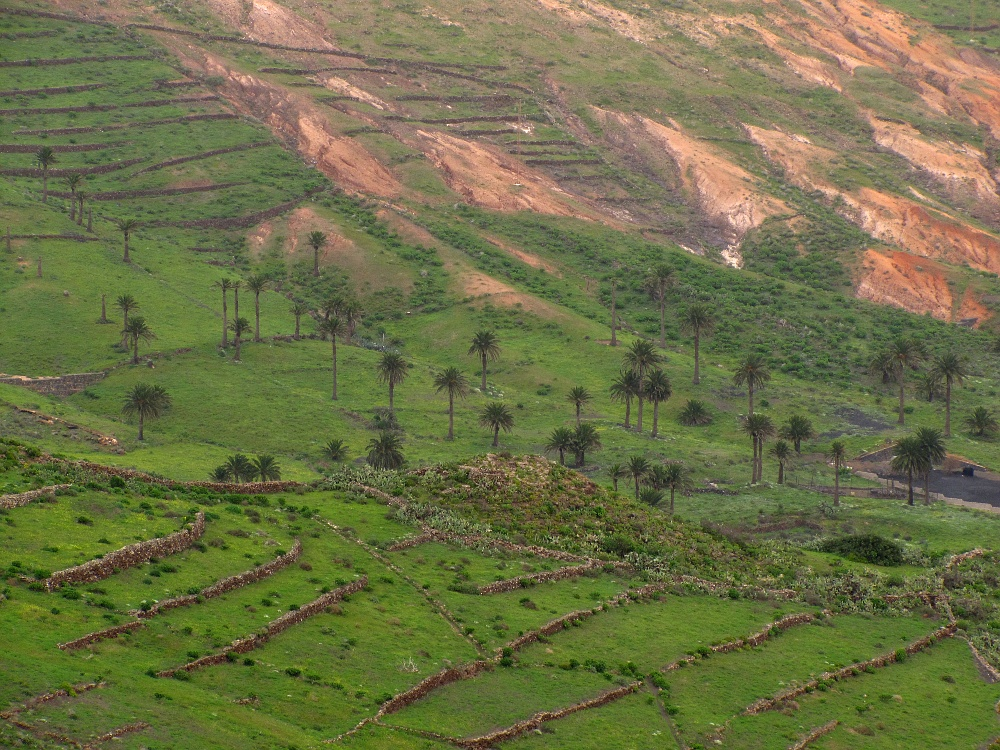
Haria - "dolina tysiąca palm"